# Séméacq-Blachon
Séméacq-Blachon – miejscowość i gmina we Francji, w regionie Nowa Akwitania, w departamencie Pireneje Atlantyckie.
Według danych na rok 1990 gminę zamieszkiwało 190 osób, a gęstość zaludnienia wynosiła 17 osób/km² (wśród 2290 gmin Akwitanii Séméacq-Blachon plasuje się na 987. miejscu pod względem liczby ludności, natomiast pod względem powierzchni na miejscu 987.).